# (54852) Mercatali
(54852) Mercatali est un astéroïde de la ceinture principale.

## Description
(54852) Mercatali est un astéroïde de la ceinture principale. Il fut découvert le 22 juillet 2001 à San Marcello Pistoiese par Luciano Tesi et Maura Tombelli. Il présente une orbite caractérisée par un demi-grand axe de 2,14 UA, une excentricité de 0,08 et une inclinaison de 2,2° par rapport à l'écliptique.

## Compléments